# Sozialpolitische Partei
Die Sozialpolitische Partei war eine 1896 in Wien gegründete liberale Partei sozialreformerischer Intellektueller, die 1896 bis 1919 vor allem in Wien und Niederösterreich größere politische Bedeutung hatte. 
Die Anliegen bürgerlicher Sozialreform, Gleichheit vor dem Gesetz, Ausgleich der sozialen Spannungen, Frauenemanzipation etc. wie sie in Großbritannien von der Fabian Society vertreten wurden, fanden auch in Österreich Widerhall. Der 1893 erfolgten Gründung der "Wiener Fabier-Gesellschaft" folgte 1896 jene der Sozialpolitischen Partei. Diese Parteigründung durch die Wiener Fabier (Österreich) kann auch als Versuch der Erneuerung des liberalen Lagers gegen den Ansturm der damals mit massiven antisemitischen Parolen um die politische Macht in Wien kämpfenden Christlichsozialen Karl Luegers gesehen werden. Trotz eines eindrucksvollen Beginns mit einer großen Wahlversammlung im großen Saal des Wiener Musikvereins am 28. Oktober 1896 konnte sich die neue Partei im aufkommenden Zeitalter der Massenparteien allerdings nie durchsetzen und blieb geachtete oder (wegen ihres Antiklerikalismus) rüde bekämpfte Honoratiorenpartei. 
Bekannte Vertreter der Sozialpolitischen Partei waren unter anderem der Nationalökonom Eugen von Philippovich, die Frauenrechtlerinnen Auguste Fickert, Ernestine von Fürth und Marianne Hainisch, der Philosoph Popper-Lynkeus und die Reichsratsabgeordneten Ferdinand Kronawetter und Julius Ofner. Der bekannte Fabier Engelbert Pernerstorfer entschloss sich dagegen schon 1896 für eine Kandidatur auf Seiten der Sozialdemokratie. 
In der Ersten Republik fungierte der aus der Sozialpolitischen Partei kommende Michael Hainisch acht Jahre lang als hoch geachteter Bundespräsident.

## Weblink
- http://www.sozialliberale.net/geschichte.html